# Raj Kamal Jha
Raj Kamal Jha  (* 1966 in Bhagalpur, Bihar) ist ein indischer Zeitungsherausgeber und Autor.

## Leben
Jha wuchs in Kalkutta in Westbengalen auf und besuchte dort das St. Joseph's College. Nach dem Schulabschluss besuchte er das Indian Institute of Technology Kharagpur (IIT) westlich von Kalkutta und schloss dort sein Studium im Fach Maschinenbau mit Auszeichnung ab. In seiner Zeit als Student am IIT war er bereits zwei Jahre lang Herausgeber der Universitätszeitung Alankar. 1988 erhielt er ein Stipendium und einen Gebührenerlass für die Graduate School of Journalism an der University of Southern California. Dort schloss er 1990 mit dem Master of Arts ab.
Nach seiner Rückkehr nach Indien 1992 arbeitete er für verschiedene Zeitungen seines Heimatlandes. Bis 1994 war er in der Nachrichtenredaktion bei The Statesman in Kalkutta tätig. Von 1994 bis 1996 arbeitete er in Neu-Delhi für die Tageszeitung India Today und seit 1996 ist er beim The Indian Express, zuletzt Herausgeber.
The Indian Express wurde seit 2004 dreimal für ihre journalistischen Qualitäten vom International Press Institute in Wien ausgezeichnet. Seit 2012 ist sie innerhalb Indiens dafür kritisiert worden, dass sie sich gegen die harte Linie von Politikern wie Anna Hazare oder Arvind Kejriwal ausspricht, die die in Indien grassierende Korruption mit Methoden eines Polizeistaates durch Polizei, Staatsanwaltschaft und Gerichtswesen bekämpfen wollen. Die Einführung des Systems des Ombudsman (Lokpal) wird auch von indischen Politikern und anderen Journalisten des Landes abgelehnt.
Jha lebt in Gurugram, Haryana, südwestlich von Neu-Delhi.

## Auszeichnungen und Preise
- 2005: Fellow als Resident bei der Yaddo-Stiftung in Saratoga Springs, New York State, USA.
- 2012: Artist in Residence beim Berliner Künstlerprogramm des DAAD.

## Veröffentlichungen
- mit Uwe Timm, Ingo Schulze u. a.: Es war einmal. Autoren auf Grimms Spuren. Hörbuch Hamburg, Hamburg 2013, ISBN 978-3-89903-853-8. (Hörbuch 2 CD, 91 Min)[1]
- Die durchs Feuer gehen. Goldmann, München 2006, ISBN 3-442-31128-4.
  - englisch: Fireproof. Picador, Indien 2006, ISBN 0-330-49376-0.
- If You Are Afraid of Heights. Picador, London 2003, ISBN 0-330-49327-2.
  - deutsch: Wenn Du Dich fürchtest vor dem Fall. Goldmann, München 2005, ISBN 3-442-31015-6.
- The Blue Bedspread. Picador, London 1999, ISBN 0-330-37385-4.
  - deutsch: Das blaue Tuch. Goldmann, München 2000, ISBN 3-442-30847-X.